# 內田裕大
內田裕大（日语：／ Uchida Yūta，1991年1月8日—）日本的演員、電影導演、模特兒。廣島縣廣島市出生。現隸屬於Bianchetto事務所。

## 游泳經歷
內田裕大於廣島縣廣島市出生。自3歲開始學習游泳，並在大學畢業前作為游泳選手活躍。
2009年，在全國JOC青少年奧林匹克杯200公尺與400公尺個人混合泳中取得第二名，隨後被選為奧運會準強化選手。同年於廣島市立沼田高等學校高中畢業後進入法政大學，於2011年在日本學生錦標賽400米個人混合泳中獲得第3名。
2012年參加日本錦標賽（倫敦奧運選拔賽），200公尺及400公尺個人混合泳項目，取得名次。同年大學畢業時退役，但仍持續參與游泳相關活動，2017年參加日本大師賽游泳錦標賽，100公尺自由泳，榮獲優勝，2023年世界游泳錦標賽中於100公尺蝶泳項目中取得第八名。
此外，他在400米個人混合泳中刷新中國地方最高紀錄，並保持廣島縣最高紀錄。

## 演員經歷
2015年以演員身分正式出道，舞台劇《疾風!!新選組~時を駆け抜けた漢たち~》為其出道作品。
2019年首次出演電視劇，於《大河劇～韋馱天～東京奧運故事》中飾演奧運仰泳金牌選手清川正二。
2022年於電影《Hyacinth》中首次執導並飾演澤村俊一角。
2024年，電影《Sampaguita 》上映，飾演松山未來一角。同年與導演三室力也共同製作電影《The Last Day 》擔任腳本撰寫兼飾演颯太一角。

## 影視作品
電影
主演作品以粗體顯示
| 年份   | 片名               | 角色       | 導演     | 備註   |
| ------ | ------------------ | ---------- | -------- | ------ |
| 2022年 | Hyacinth           | 澤村俊     | 內田裕大 | 初導演 |
| 2022年 | 私が神んなる前の話 | 黑木ヒサト | 野呂悠輔 |        |
| 2023年 | Milk               | 六花       | 山本篤子 |        |
| 2024年 | sampaguita         | 松山未來   | 三室力也 |        |

短篇電影
| 年份   | 片名         | 角色 | 導演     | 備註     |
| ------ | ------------ | ---- | -------- | -------- |
| 2024年 | The Last Day | 颯太 | 三室力也 | 腳本參與 |

電視劇
| 年份   | 播出頻道 | 劇名                         | 角色     | 備註 |
| ------ | -------- | ---------------------------- | -------- | ---- |
| 2019年 | NHK綜合  | 大河劇～韋馱天～東京奧運故事 | 清川正二 |      |
| 2023年 | NHK綜合  | 電視劇10 大奧                | 左近     |      |

網路劇
| 年份   | 播出頻道                       | 劇名                                           | 角色     | 備註 |
| ------ | ------------------------------ | ---------------------------------------------- | -------- | ---- |
| 2023年 | Youtube FUJIFILM japan         | 今日からプリントデイズ「つづり、つづく物語」編 | ゆうた   |      |
| 2023年 | YouTubeOff&Relax               | 美研創新 ドラマ「春よ、恋」                    | 哲也     |      |
| 2024年 | YouTube しゅくろーから夜ふかし | 好きな人はいつも、好きになってはいけない人。   | 北中慎二 |      |

MV
| 年份   | 歌手       | 音樂名稱           |
| ------ | ---------- | ------------------ |
| 2016年 | イズミフミ | "tell me why"      |
| 2021年 | Zenya      | すきでもきらいでも |
| 2024年 | 有馬元氣   | 弱虫               |

廣播
| 節目名稱                                     | 出演時間       | 廣播電台 | 備註     |
| -------------------------------------------- | -------------- | -------- | -------- |
| 『石黒エレナと美葵さや加のフライデーナイト』 | 2024年09月13日 | 八王子FM | 特別來賓 |

舞台
- 疾風!!新選組~時を駆け抜けた漢たち~（2015年2月7 - 11日、WoodyTheatre中目黒） - 藤堂平助 飾[17]
- ミュージカル「夢に向かって ブルースな日々♪」（2023年5月26日 - 5月28日、是枝正彦作・演出、銀座博品館劇場） - 主演・竹ノ内 飾[18]
- 終戦80年追悼特別舞台公演/グループシアター第16回本公演『THE LAST SONG 2025 遺魂』（2025年8月14日 - 8月16日、梶原涼晴作・演出、伝承ホール）- 磯野正吉 飾[19]

## 獲獎經歷
2021年
東京神田ファンタスティックフィルムコンペティション ハンブルク日本映画祭賞（「ヒヤシンス」）

2023年
国民的推しMENコンテスト 最終候補
2024年
Cift多倫多獨立電影節（2024）最佳微短片（「The Last Day 」）
第1回 示範短片競賽 - 冠軍（「The Last Day 」）
2024加拿大短片影展 - 最佳恐怖驚悚片、最佳懸疑獎（「The Last Day 」）